# Helluomorphoides agathyrsus
Helluomorphoides agathyrsus es una especie de escarabajo del género Helluomorphoides, tribu Helluonini, familia Carabidae. Fue descrita científicamente por Buquet en 1835.
Habita en ecosistemas terrestres y se distribuye por América del Sur, en Guayana Francesa.